# Михайлівське лісництво
Миха́йлівське лісництво — структурний підрозділ Канівського лісового господарства Черкаського обласного управління лісового та мисливського господарства.
Офіс знаходиться у с. Михайлівка, Канівський район, Черкаська область.

## Лісовий фонд
Лісництво охоплює ліси Черкаського та Канівського районів на площі 4566 га.

## Об'єкти природно-заповідного фонду
У віданні лісництва перебувають об'єкти природно-заповідного фонду:
- ботанічний заказник місцевого значення Михайлівський,
- ботанічні пам'ятки природи місцевого значення Вікові дуби, Ділянка вікових дубів,
- зоологічний заказник місцевого значення Колонія річкових бобрів,
- заповідне урочище місцевого значення Перуни.

## Галерея

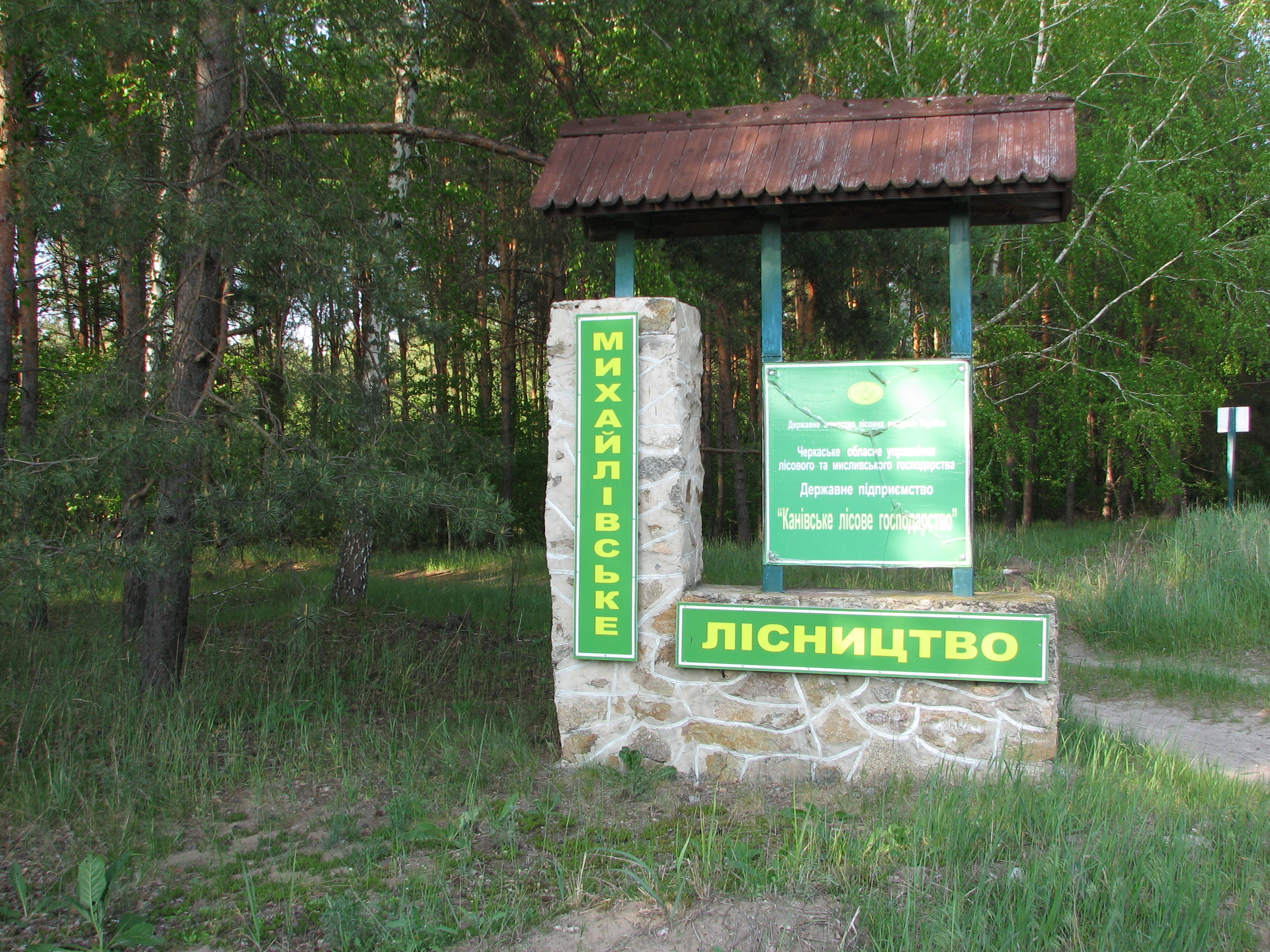
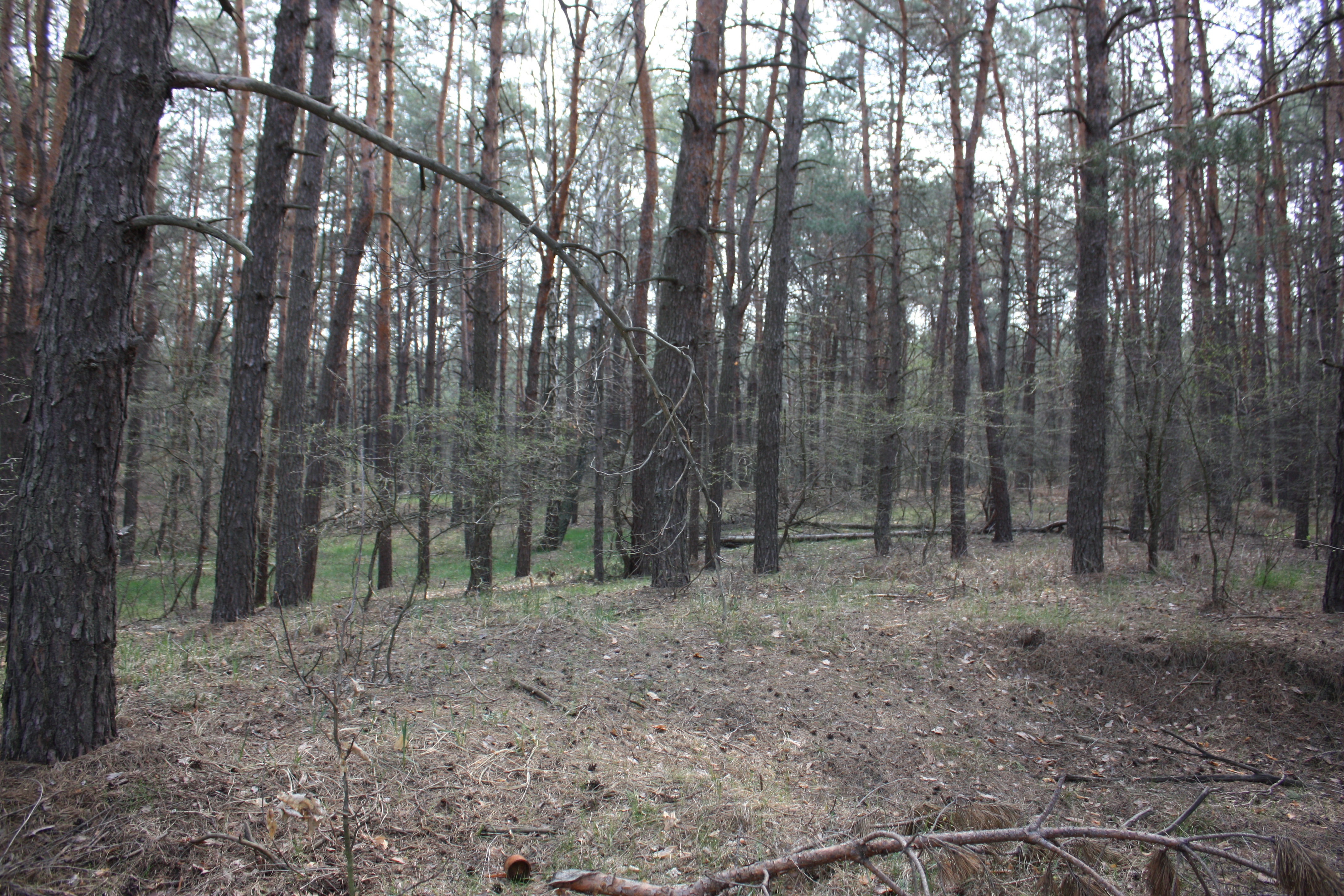
У Михайлівському заказнику
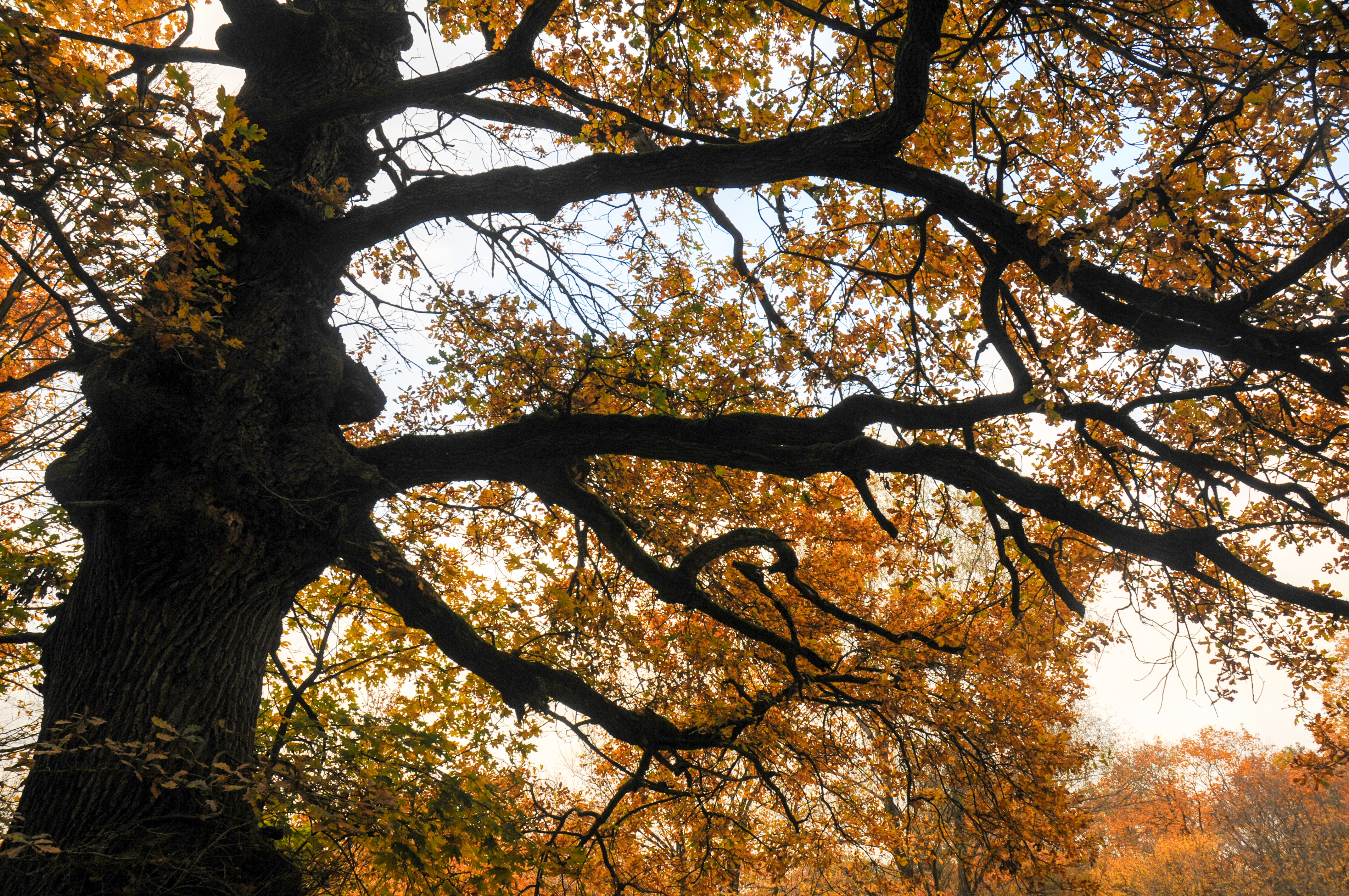
Пам'ятка природи «Вікові дуби»